# Подкомитет Палаты представителей США по морским и экспедиционным силам
Подкомитет палаты представителей по морским и экспедиционным силам (англ. United States House Armed Services Subcommittee on Seapower and Projection Forces) — является подкомитетом Комитета по Вооружённым силам Палаты представителей США.

## Юрисдикция
Подкомитет осуществляет функции надзора и законодательной юрисдикции в плане оснащения и морских программ ВМС, Корпуса морской пехоты и резерва флота.

## Представители, 114-й конгресс

### Республиканская партия (большинство в палате)
- Рэнди Форбс, Виргиния, Председатель
- Майк Конэуэй, Техас
- Стивен Палаццо, Миссисипи
- Брэдли Бирн, Алабама
- Роб Уиттмэн, Виргиния
- Данкан Хантер, Калифорния
- Вики Хартцлер, Миссури
- Пол Кук, Калифорния
- Джим Бриденстайн, Оклахома
- Джеки Вэлорски, Индиана
- Райан Зинки, Монтана
- Стив Найт, Калифорния
- Мак Торнберри (Ex officio), Техас

### Демократическая партия (меньшинство в палате)
- Джо Кортни, Коннектикут, Заместитель
- Джеймс Лэнгевин, Род-Айленд
- Рик Ларсен, Вашингтон
- Мэделин Бордэлло, Гуам
- Хэнк Джонсон, Джорджия
- Скотт Питерс, Калифорния
- Талси Габбард, Гавайи
- Гвен Грэм, Флорида
- Сет Мултон, Массачусетс
- Адам Смит (Ex officio), Вашингтон